# جاي لورانس
جاي لورانس (بالإنجليزية: Jay Lawrence)‏ هو ممثل أمريكي، ولد في 24 أبريل 1924 بنيويورك في الولايات المتحدة، وتوفي في 18 يونيو 1987 بلوس أنجلوس في الولايات المتحدة.

## وصلات خارجية
- جاي لورانس على موقع IMDb (الإنجليزية)
- جاي لورانس على موقع قاعدة بيانات الفيلم (الإنجليزية)